# Eszperente
Az eszperente jellegzetesen magyar nyelvi játék, amelyben értelmes mondatokat kell képezni, ám magánhangzóként kizárólag az e betű, azaz a nyílt e és a zárt ë hangok használhatóak. (Ezt a nyelvi bravúrt sok más nyelven nehéz előállítani, bár léteznek rá példák többek közt olaszul.)
Az eszperente gyakran ismert fogalmak meghatározásaként jelenik meg.
- Étterem: Kellemetes hely, melyben kedvedre ehetsz eleget, ellenben e nevezetes helyen teljes keresetedet elverheted.
- Mátyás hada: Fegyveres emberek rettenetes fekete serege.
- Boci, boci tarka, se füle, se farka: Tehenek gyermeke, tehenek gyermeke fekete pettyes, se szerve, mellyel zengezeteket fejbe vehetne, se szerve, mellyel legyeket elhessegethetne.

Az eszperente meghatározások egyik legbővebb gyűjteménye Grätzer József Sicc – Szórakoztató időtöltések, cseles csalafintaságok című könyvében olvasható.
- Bohóc: Szellemes ember, feje festett, kedve remek, gyermekeket nevettet meg.

A játék gyökereként szokás hivatkozni Petőfi Sándor A Tisza című versére, ahol ez áll: Mely nyelv merne versenyezni véled?
Az eszperente nevet Karinthy Frigyes alkotta az eszperantó alapján. A szavak hasonlósága miatt mind a mai napig sokan összetévesztik vele.
A játék változataként ismert az aszparanta, oszporonto stb. is, ahol csakis a névadó magánhangzók fordulhatnak elő.

## Példák

### Petőfi Sándor:Falu végén kurta kocsma
Telepszëgletën szeszëlde
csermely mellëtt elhelyëzve,
benne kedve tetszëlëgne,
teszëm fël, nem estelëdne.
Egëk rëndre estelëdnek,
erëk, berkëk csëndesëdnek.
Derëglye sëm mëgy kërësztbe,
hevër e fekete csëndbe.
Szeszëlde bezzëg nëm csëndes,
zëng-pëng benne zene rëndës.
Szesz ereje szerteterjed,
embërëknek kedve gerjed.
Hej, mënyecske, kedvës lelkëm,
erjedt hëgylevet kell nyelnëm!
Lëgyën hetvën esztëndeje,
de mëg hevës szesz ereje!
Zënemestër, sebësebben!
Kerekëdëtt fene kedvëm.
Keresetëm szerteverëm,
lelkëmet meg eltemetëm.
Mëgjelënnek rëndëlettel:
csëndesebben kedvëtëkkel!
Telep feje heverëdne,
esetleg elszëndërëdne!
Lëgyën vele bëste lelke,
të mëg erëdj fene helyre!
Zëne zëngjën, szëdte-vëdte,
pëndëlyëmnek lëhet veszte!
Esmëg mënnek, reteszt vernek:
Lëgyënek csëndesek kendtëk!
Szentëk lelke lëgyën velek,
kedvës egyëtlenëm beteg.
Felëletët ëgy mëg nëm tëtt,
berëkësztnek szesznyeletët.
Zëne mentën befëjëzve,
s szertemënnek csëndesëdve.
(Kun István)

### Petőfi Sándor:Nemzeti dal
(Nemzetem verse)
Keljetek fel, gyertek velem!
E percben kell cselekednem!
Rekesszenek be esetleg?
Ez kell nektek?! Feleljetek!
Nemzetem szent fejedelme,
Megteszem,
Megteszem: e nemes tettet
Szervezem!
Fegyenc jelmezem leteszem,
Fenyegetett lett kezdetem,
Mely szertelen szerethetett,
Temetetlen nem lel enyhet.
Embereknek szent szelleme,
Megteszem,
Megteszem, de gyertek velem
Lelkesen!
Jellemtelen gyenge ember,
Berezel, mert veszne menten
Legbecsesebb ennek: feje
Bezzeg nem becses nemzete.
Egek kegyes fejedelme,
Megteszem,
Megteszem, mert egyre szenved
Nemzetem!
Fegyenc jel – nem edzett penge,
Ezen fegyver szebb kezedbe',
Levetettem fegyenc jelem!
Jer, feledett fegyver, velem!
Emberlelkek segedelme,
Megteszem,
Megteszem: kell nemzetemnek,
S kell nekem!
Nemzet neve szebb lesz egyre,
Terjed ezer esztendeje
Beste ellenfelek szennye
Egyszerre lesz elseperve!
Rettegett, szent ereje e
Nemzetnek,
Megtennem e lehetetlent
Engedd meg!
Elszenderedettek kertje,
Gyermeked felkeres benne,
Elrebeg egy szentelt verset
Emlegetve neveteket.
Legfelkentebb szentek szentje
Megteszem,
Megteszem, de nem szenvedek
Vesztesen!
Eszperente nyelvre ferdítette:
"Sehonnay-Bitangh Endre"
(Kovács Kavics Tibor)

### Kölcsey Ferenc:Himnusz
Nemzetedet ne vesd el,
egek fejedelme;
segedelmezd kezeddel
seregekkel szemben.
Ezerszer lett megvetett,
de szeretve lehet,
elszenvedte e nemzet
jelent meg egyebet.
Nemzetemnek eleje
hegyen ment keresztbe,
szerezted e helyet te,
ebbe vezetted be.
S merre pezsegve mennek
e helyen csermelyek,
nemes tettre gyermekek
felcseperedtenek.
E terepen te kezed
eledelt termesztett,
hegyeken meg meleged
levet csepegtetett.
Eme nemzet verte meg
rettegett keletet,
s neves Fekete sereg
rendesen remekelt.
Eh, de nem kedves tettek
be felgerjesztettek,
kezed repesztett eget
s fellegek fent zengtek.
Hegyes fegyvert reptetett
ferde szem serege,
s erre fent jelzett kelet
engem rekesztett be.
Melyszer zengett el nyelve
kegyetlen keletnek
tetemeknek felette
zengzetet ezeknek.
Melyszer ment tengyermeked
ellened, kedves hely,
s eme gyermek gyermeket
benned temetett el.
Megkergetett ember ment,
s fegyver kelt ellene,
szerte lesett, de nem lelt
kedves helyet erre.
Hegyre megy fel s messze le,
gyenge kedv mellette,
veres testnedvtenger lenn,
s perzselnek felette.
Hegyen hercegek helye –
ez lett szerteverve,
kedv s szeretet repkedtek
s keserv lett helyette.
Berekesztetlen embert
tetem nem teremhet,
teher mellett szenvedett
szemek elerednek.
Nemzetemnek kegyelmezz,
egek fejedelme,
kezeddel segedelmezd,
mert tengerbe veszne.
Ezerszer lett megvetett,
de szeretve lehet,
elszenvedte e nemzet
jelent meg egyebet.
(Draskóczy Balázs)

### Népdal:Erdő mellett…
Fenyves mellett nem kellemes letelepednem,
Mert rengeteg fenyvet kell felszeletelnem.
Felszeleteltem fenyvet eleget, Ereje menten elerjedt bele.

## Érdekességek
A Mézga Aladár különös kalandjai Második Dimenzió című részben a lepénybolygó lakosai eszperente nyelven beszélnek, és ezt akarja újítani egy tudós az a és az o, ó betűk bevezetésével.
És Romhányi József remeke ihlette ezt a "majdnEm aszparanta" művet is: Családi őskőkör